# Flemingsburg
Flemingsburg is een plaats (city) in de Amerikaanse staat Kentucky, en valt bestuurlijk gezien onder Fleming County.

## Demografie
Bij de volkstelling in 2000 werd het aantal inwoners vastgesteld op 3010.
In 2006 is het aantal inwoners door het United States Census Bureau geschat op 3092, een stijging van 82 (2.7%).

## Geografie
Volgens het United States Census Bureau beslaat de plaats een oppervlakte van
6,8 km², waarvan 6,6 km² land en 0,2 km² water. Flemingsburg ligt op ongeveer 272 m boven zeeniveau.

## Plaatsen in de nabije omgeving
De onderstaande figuur toont nabijgelegen plaatsen in een straal van 28 km rond Flemingsburg.